# Königliche Villa (Strehlen)

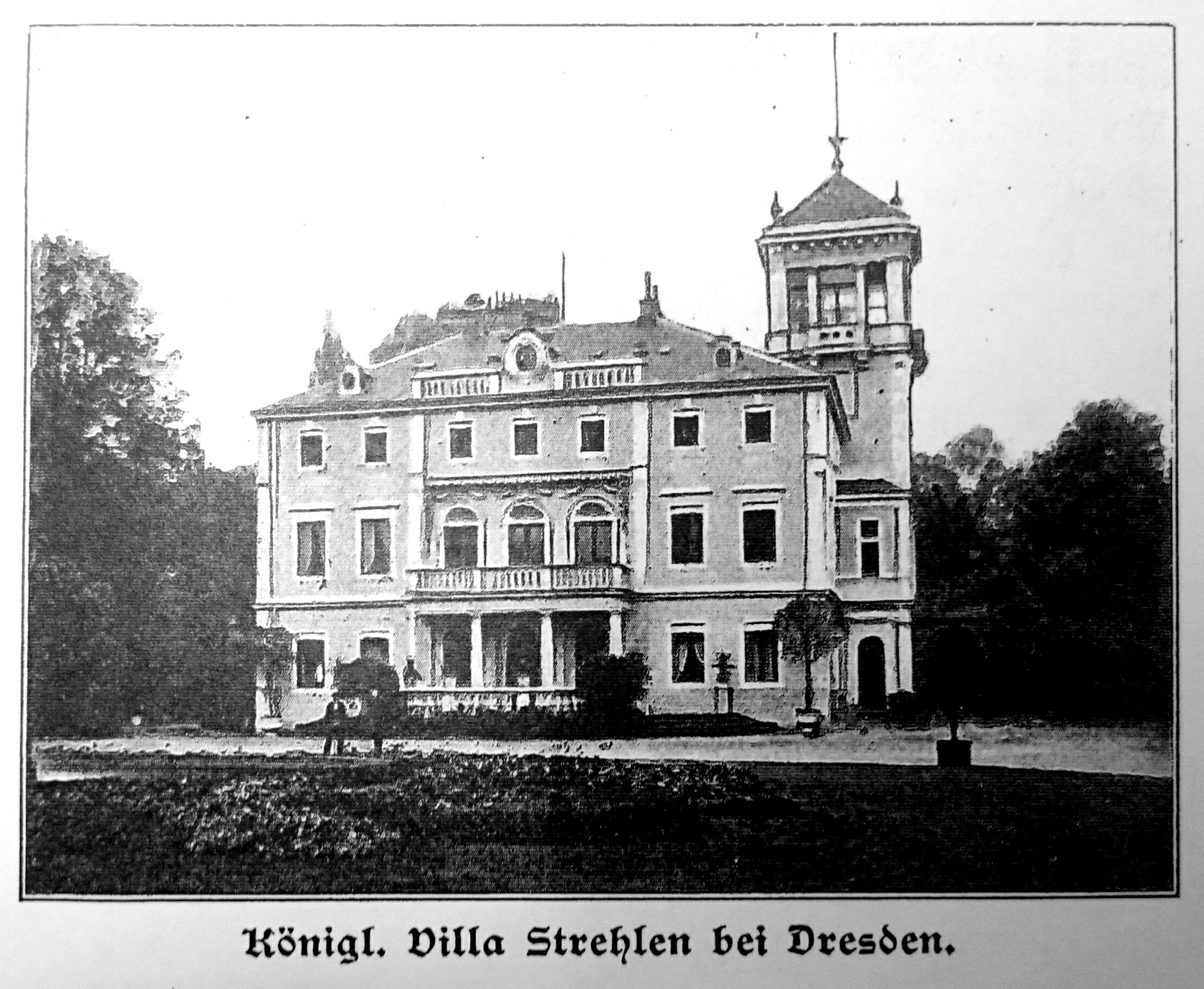
Königliche Villa, vor 1903

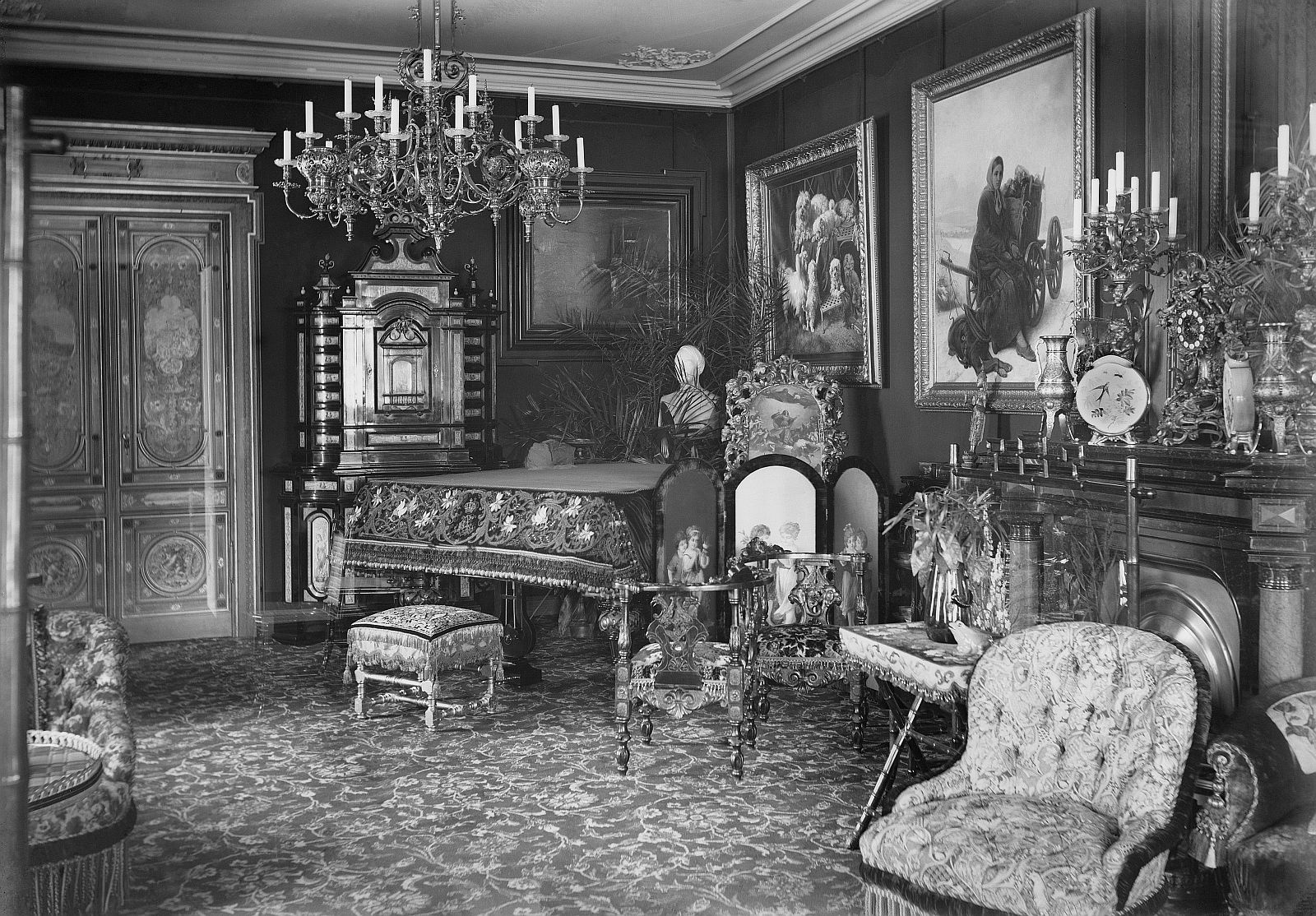
Salon mit Klavier-Ecke und Ofen im Parterre (um 1886)

Die Königliche Villa in Dresden-Strehlen war ein im Besitz der sächsischen Königsfamilie stehendes herrschaftliches Wohnhaus, das im Zweiten Weltkrieg zerstört wurde.

## Geschichte
Die Villa entstand im 19. Jahrhundert auf dem Gelände eines früheren Forsthauses, das „Rotes Haus“ genannt wurde und bis zur Neuordnung der königlichen Jagdbezirke 1850 Sitz des Hegereiters war. Während der Schlacht um Dresden im August 1813 hatte das Anwesen wegen seiner Lage strategische Bedeutung und wurde bei Kampfhandlungen schwer beschädigt.
1860 übernahm Kronprinz Albert das Areal und ließ das Hegereiterhaus zu einem Gartenschlösschen umbauen, das 1883 erstmals als „Königliche Villa“ bezeichnet wurde. Die zugehörigen Gartenanlagen wurden von Hofgärtner Gotthelf Wilhelm Poscharsky parkähnlich gestaltet. Vor allem in den Frühjahrs- und Herbstmonaten hielt sich die königliche Familie gern in der Königlichen Villa auf.
Nach dem Tod König Alberts 1902 übernahm seine Witwe Carola die Königliche Villa und bewohnte das Haus bis zu ihrem Tod 1907. Auch nach der Abschaffung der Monarchie 1918 blieb die Immobilie Eigentum der Wettiner, wurde jedoch zum Wohnhaus umgebaut und vermietet.
Nach der Machtergreifung der Nationalsozialisten übernahm der Staat das Gelände für die Neubebauung mit militärischen Einrichtungen. 1939/1940 entstand im Park der Gebäudekomplex des Luftgaukommandos nach Entwurf des Architekten und Akademiedirektors Wilhelm Kreis. Diesem Neubau fielen große Teile der früheren Parkanlage zum Opfer. 1945 wurde die Königliche Villa durch Sprengbomben getroffen und dabei völlig zerstört. Die beim Luftangriff weitgehend unbeschädigten übrigen Gebäude auf dem Gelände nutzte zwischen 1945 und 1952 die Sächsische Landesregierung, danach bis 1989 die Militärakademie „Friedrich Engels“ der Nationalen Volksarmee. Heute werden sie durch die Technische Universität Dresden und zum Teil durch die Bundeswehr genutzt.
Ehemaliger Haltepunkt

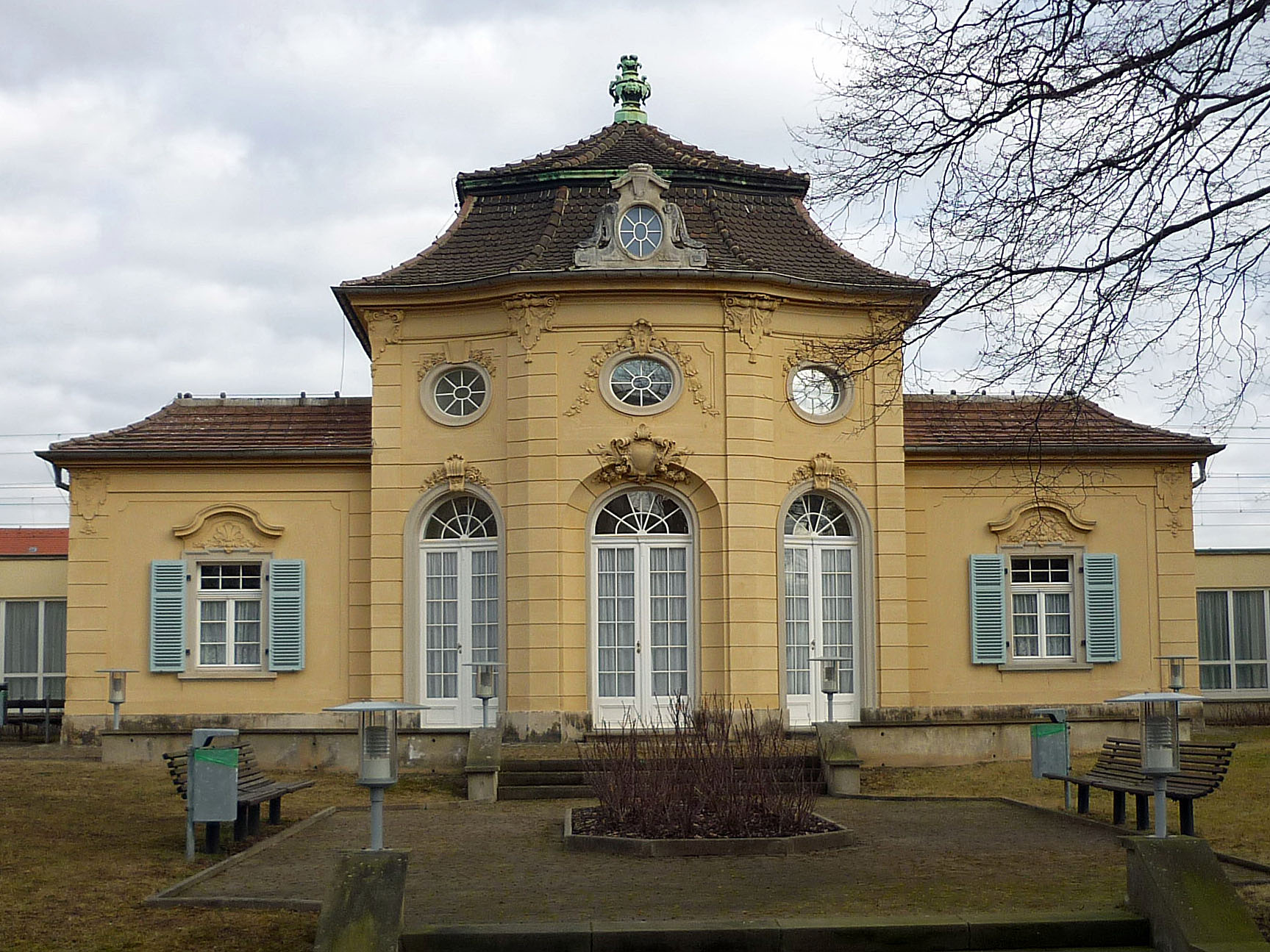
Pavillon des ehemaligen Haltepunkts der Königlichen Villa in Strehlen

Um die Königliche Villa schnell erreichen zu können, ließ König Albert 1897 einen Eisenbahn-Haltepunkt an der Bahnlinie Bodenbach–Dresden einrichten. Der von Baurat Gustav Frölich im Stil des Neobarock entworfene Pavillon diente auch als Empfangsgebäude für prominente Gäste der Villa, zu denen unter anderem Kaiser Wilhelm II. gehörte.